# Хронологија СФРЈ септембар 1990.
Хронолошки преглед важнијих догађаја везаних за друштвено-политичка дешавања у Социјалистичкој Федеративној Републици Југославији (СФРЈ), као и општа политичка, друштвена, спортска и културна дешавања која су се догодила у току септембра месеца 1990. године.
| ← август | ← август | ← август | ← август | ← август | ← август | ← август | ← август | Хронологија СФРЈ током 1990. | Хронологија СФРЈ током 1990. | Хронологија СФРЈ током 1990. | Хронологија СФРЈ током 1990. | Хронологија СФРЈ током 1990. | Хронологија СФРЈ током 1990. | Хронологија СФРЈ током 1990. | Хронологија СФРЈ током 1990. | Хронологија СФРЈ током 1990. | Хронологија СФРЈ током 1990. | Хронологија СФРЈ током 1990. | Хронологија СФРЈ током 1990. | Хронологија СФРЈ током 1990. | Хронологија СФРЈ током 1990. | Хронологија СФРЈ током 1990. | октобар → | октобар → | октобар → | октобар → | октобар → | октобар → | октобар → |
| 1        | 2        | 3        | 4        | 5        | 6        | 7        | 8        | 9                            | 10                           | 11                           | 12                           | 13                           | 14                           | 15                           | 16                           | 17                           | 18                           | 19                           | 20                           | 21                           | 22                           | 23                           | 24        | 25        | 26        | 27        | 28        | 29        | 30        |

## Догађаји

### 1. септембар
- Народна банка Југославије, у складу са савезним економским реформама, издала нову новчаницу апоена од 10 динара, са ликом девојчице, која је била деноминација новчанице од 100.000 динара из 1989. (новчаница је била у оптицају, уз мање измене, до 1992).
- У Широком Бријегу у организацији листа Слободни тједник организована Хрватска домољубна организација. Оснивачи организације били су новинар Маринко Божић и политички дисидент Иван Звонимир Чичак. Приликом формирања организације извршена је смотра 25 младића у црним униформама, што је изазвало негодовање у јавности због „сличности“ са злогласном усташком Црном легијом.

### 3. септембар
- У САП Косово отпочео генерални штрајк Албанаца. Истог дана, у Загребу је у организацији Демократског савеза Албанаца у Хрватској одржан скуп солидарности са Албанцима на Косову.

### 7. септембар
- У Качанику, одржан тајни састанак групе албанских делегата распуштене Скупштине САП Косово који су донели тзв. „Устав Републике Косово”, која је проглашена 5. јула.
- У Загребу министар унутрашњих послова Републике Хрватске Јосип Бољковац издао ултиматум Србима у Книнској крајини „да престану са противуставним акцијама“ и да предају оружје полицији до поднева 12. септембра.

### 9. септембар
- У Новом Пазару одржан митинг Српског покрета обнове (СПО), на коме је лидер те странке Вук Драшковић вербално претио припадницима муслиманске националности. После завршетка митинга, дошло је до сукоба између симпатизера СПО-а и симпатизера СДА Санџака, због чега је интервенисала милиција.

### 11. септембар
- У Фочи, упркос забрани Председништва СР Босне и Херцеговине, одржан скуп под називом „Генерални штрајк“ на ком се окупило око 2.000 мештана српске националности. Повод за одржавање штрајка био је добијање отказа 101 запосленог радника српске националности у предузећу „Фоча транс“, који већ дуже време нису долазили на посао. Милиција је интервенисала и ухапсила око 50 људи, а био је уведен и полицијски час.

### 12. септембар
- У Загребу умро Маријан Цветковић (1920—1990), друштвено-политички радник и носилац Ордена јунака социјалистичког рада и Ордена народног хероја.

### 16. септембар
- У Великој Кладуши одржан велики предизборни скуп Странке демократске акције (СДА), на ком је присуствовало око 300.000 људи. Поред председника странке Алије Изетбеговића, скупу је присуствовао и Фикрет Абдић, који је дан раније приступио СДА.
- У Градини, која се налази у саставу спомен подручја „Јасеновац“ одржан „Свесрпски сабор“. Пут према Градини пресрели су специјалци МУП-а Хрватске који су блокирали поједине пунктове на ауто-путу, код Новске и све прилазе месту Јасеновац, укључујући и мост преко Уне и Саве, па велики број грађана из Баније и Славоније, није могао да дође.

### 20. септембар
- Собрање Социјалистичке Републике Македоније усвојило 25 амандмана на Устав СР Македоније, којима је уведен вишепартијски систем у овој републици.
- У Београду умро Слободан Зрнић (1906—1990), машински инжењер и југословенски конструктор авиона.

### 25. септембар
- У Вашингтону амерички председник Џорџ Буш примио председника Републике Хрватске Фрању Туђмана, који се од 20. септембра до 1. октобра налазио у приватној посети Сједињеним Америчким Државама.

### 26. септембар
- У Сплиту на стадиону „Пољуд“, прекинута фудбалска утакмица између београдског „Партизана“ и сплитског „Хајдука“. Утакмица је прекинута због изласка на терен навијача „Хајдука“, у намери да нападну фудбалере „Партизана“. Они су потом запалили југословенску заставу која се вијорила на јарболу стадиона. Пошто утакмици нису присуствовали навијачи „Партизана“, избегнути су већи инциденти, као на утакмици „Црвена звезда“—„Динамо“, 13. маја у Загребу. У тренутку прекида утакмице „Партизан“ је водио са 2:0.

### 27. септембар
- Због покушаја премештања оружја из милицијских станица и складишта Територијалне одбране (ТО) у општинама са већинским српским становништвом на Банији, од 27. до 30. септембра дошло до масовнијег окупљања Срба у Глини, Двору на Уни, Костајници и Петрињи. Немири су попримили најдраматичније облике у Петрињи, која је била блокирана од стране локалног становништва, а приликом њиховог покушаја упада у складиште милицијске станице интервенисале су специјалне снаге МУП Хрватске и ухапсиле око 360 људи. Део српског становништва тада је потражио заштиту у касарни Југословенске народне армије.

### 28. септембар
- У Београду, у дворани „Сава центра“ одржана свечана седница Скупштине Социјалистичке Републике Србије на којој је усвојен нови Устав Републике Србије. Овим Уставом је из назива републике и покрајина избрисана реч „социјалистичка“, а Аутономној Покрајини Косово враћен је назив Косово и Метохија. Такође, Уставом су дефинитивно одузети сви елементи државности покрајинама у саставу Србије, чиме је потврђена одлука Скупштине од 28. марта 1989. године. Србија је била прва од република СФРЈ која је донела нови Устав и он је остао на снази све до 2006. године.
- У Љубљани Скупштина Републике Словеније изгласала амандмане на Устав Словеније, којим је покушала да успостави команду над јединицама Територијалне одбране у Словенији.

### 29. септембар
- У Косову Пољу одржан митинг Српског покрета обнове (СПО), на коме је дошло до сукоба присталица ове партије са присталицама Социјалистичке партије Србије (СПС), због чега је интервенисала милиција.

### 30. септембар
- У околини Книна, локални Срби блокирали друмски и железнички саобраћај, чиме је био прекинут саобраћај према Задру и Сплиту, а повод за блокаду, били су сукоби на Банији, између Срба и полиције МУП-а Хрватске.